# Rājāpur, Uttar Pradesh
Rājāpur är en ort i Indien.   Den ligger i distriktet Chitrakoot och delstaten Uttar Pradesh, i den centrala delen av landet, 500 km sydost om huvudstaden New Delhi. Rājāpur ligger 111 meter över havet och antalet invånare är 13 962.
Terrängen runt Rājāpur är mycket platt. Runt Rājāpur är det tätbefolkat, med 709 invånare per kvadratkilometer. Det finns inga andra samhällen i närheten. Trakten runt Rājāpur består till största delen av jordbruksmark.